# فراتاریخ
اصطلاح فراتاریخ و صفتش فراتاریخی (به انگلیسی:Transhistoricity) اشاره به کیفیت و میزان وجود یک پدیده در طول تاریخ انسان دارد. فراتاریخ صرفاً در چارچوب مرجع شکل خاصی از جامعه یا در مرحله خاصی از توسعه تاریخی نیست.
برخی از نظریه‌های تاریخ (مثلاً نظریه تاریخ‌گرایی)، تاریخ بشر را به دوره‌های متمایز با منطق درونی خود تقسیم می‌کنند - ماده‌باوری تاریخی شناخته‌شده‌ترین مورد چنین نظریه‌ای است. طبق این نظریه‌ها، حالت‌هایی که در یک دوره وجود دارند ممکن است کاملاً غایب باشند، یا در دوره‌ای دیگر پیامدهای متضادی داشته باشند.

## در مفاهیم انتزاعی
فراتاریخ ممکن است به عنوان برابر نهاد این ایده که معانی با بافت تاریخی خود محدود می‌شوند، دیده شود. فراتاریخ معادل زمانی مفهوم فضایی مطلق‌گرایی است.

## در نظریه سیاسی-اجتماعی
پرسش‌هایی دربارهٔ اینکه چه چیزهایی ممکن است پدیده‌هایی فراتاریخی باشند و چه چیزهایی ممکن است نباشند، معمولاً دغدغه مورخان و جامعه‌شناسانی است که با سنت‌های تاریخ‌گرایانه تفکر هگلی یا مارکسی هم‌ذات‌پنداری می‌کنند. این اصطلاح همچنین در بحث‌های پیرامون مفهوم جابجایی پارادایم توماس کوهن نیز اهمیت دارد.
فردریک جیمسون، نظریه‌پرداز ادبی مارکسیست، اظهار داشت که نظریه باید «همیشه تاریخی کند!» و در ادامه مشاهده کرد که این دستور خود یک «ضرورت فراتاریخی» است.
دیگران به دنبال تداوم‌های فراتاریخی می‌گردند تا آنچه را که برای شرایط انسانی اساسی است، آگاه کنند. به عنوان مثال، DK Simonton، در یک سری داده‌های ۲۵۰۰ ساله، قوانینی را در انواع ایده‌هایی که به دنبال انواع خاصی از رویدادهای تاریخی برتری می‌یابند، پیدا می‌کند.
در سال‌های اخیر، تحقیقات در مجاورت روان‌شناسی تکاملی بر این اساس پیش رفته‌است که برخی از نظم‌های فرافرهنگی مشاهده‌شده در رفتار انسان نیز فراتاریخی هستند و دلیل آن تثبیت آن‌ها در میراث ژنتیکی مشترک برای همه انسان‌های خردمند است.

## در زیبایی‌شناسی
بخشی از بحث در مورد تمایز بین هنر فرادست و هنر فولکلور به این سؤال بستگی دارد که آیا هنر می‌تواند (و اگر چنین است، آیا باید) آرزوی فراتر رفتن از چارچوب مرجع خاصی را داشته باشد که در آن تولید شده‌است. این چارچوب ممکن است فقط به لحاظ تاریخی در نظر گرفته و محدود شود.